# Proyecto Navidad
Proyecto Navidad fue un proyecto ficticio de una división negra de la CIA en la serie de televisión estadounidense Alias. Desarrollado por la CIA, fue dirigido y supervisado en los años 1970 por Jack Bristow. El proyecto fue diseñado para identificar y entrenar a niños como agentes "durmientes" para convertirlos en futuros espías. La KGB asignó a Irina Derevko la misión de casarse con Jack Bristow para robar información acerca del Proyecto Navidad.
Sydney Bristow conoce el Proyecto Navidad en la segunda temporada durante una misión en Budapest para recuperar información sobre 16 armas de la nueva generación que están siendo desarrolladas por una alianza de sindicatos criminales conocidos como " la Tríada ". Las armas resultaron ser dieciséis niños de seis años entrenados en el arte de la guerra a los que Sydney vio montando pistolas mientras tenían vendados los ojos. De vuelta en Los Ángeles, el agente Kerr informó a Sydney de que los niños fueron seleccionados a través de una serie de preguntas insertadas en pruebas estándar tipo test administradas a cada niño de seis años en la Unión Europea. 28 niños fueron identificados aquel año y los 16 a los que Sydney vio fueron reclutados por sus padres bajo el falso pretexto de participar en seminarios de un mes de duración. Después de que el mes terminara, las memorias de niños fueron borradas para que ellos no tuvieran ningún recuerdo del entrenamiento. Kerr le dijo a Sydney que había rumores que la KGB había estado desarrollando un programa similar al principio de los años 1980, pero que nunca se había confirmado. El hombre quien entrenaba a los 16 niños fue identificado como Valerie Kholokov, el antiguo jefe de una División Negra de Psycología de la KGB.
En una misión en Buenos Aires para interceptar y capturar Kholokov, Sydney encontró una especie de bloque rompecabezas (" el indicador ") e instintivamente lo resolvió. Sydney sintió como que antes había resuelto algún rompecabezas. De vuelta en Los Ángeles, Sydney se somete a un retroceso hipnótico realizado por el Agente hasta la primera vez que resolvió el rompecabezas. Sydney se vio cuando era una niña pequeña en casa, primero solucionando el rompecabezas y luego manejando una pistola. Jack estaba con ella. Sydney comprendió que su padre la sometió al Proyecto Navidad, programándola para ser una espía.
Michael Vaughn por separado reclutó a Will Tippin para investigar el Proyecto Navidad después de un contacto en Moscú enviase una copia de un cuestionario de prueba administrado a niños soviéticos en los años 1980. Vaughn notó la semejanza para pruebas de Cociente intelectual administradas a niños americanos en el mismo período y pensó que los soviéticos podrían haber usado la información robada por Irina Derevko para identificar y reclutar a niños americanos como futuros espías para la KGB. Will descubre que las preguntas fueron incorporadas en test que fueron administrados en 1982 a aproximadamente cinco millones de niños. Vaughn pasó la investigación de Will a sus superiores, quienes pusieron el tema en conocimiento del FBI. Will identificó a un número de niños que tenían un resultado perfecto en las pruebas, uno de los niños era Allison Doren, quien más tarde sería sometida al Proyecto Hélice y transformada en la doble de la novia de Will, Francie Calfo.
Durante los dos años entre la segunda y tercera temporada que Sydney estuvo desaparecida, El Pacto quiso lavarle el cerebro en un intento de convertirla en un asesino profesional a sus servicios, pero su vínculo al Proyecto Navidad hizo que su mente fuera impermeable.
Al final de la tercera temporada, Sydney descubre unos documentos clasificados denominados Proyecto S.A.B. 47, que contenían información sobre un Proyecto que fue dirigido por Jack y que comenzó el 17 de abril de 1975, el día que nació de Sydney. Al principio pareció que estos documentos contendrían remotas revelaciones sobre el Proyecto Navidad y la involucración de Jack y Sydney en los mismos, pero al principio de la cuarta temporada se supo que los documentos contenían la autorización de la CIA para la ejecución de Irina y que fue Jack quien la llevó a cabo.
En el final de serie, se muestra la hija de Sydney, Isabelle que monta el rompecabezas del indicador, sugiriendo que ella comparte el potencial de su madre. Pero Isabelle a diferencia de su madre, no muestra el rompecabezas terminado y en cambio lo derriba de un golpe. El momento sugiere que Isabelle elige la vida "normal" que no tuvo su madre.
- Datos: Q9063428